# Скаубитис, Карлис
Карлис Скаубитис (в российской армии Карл Петрович Скаубит, 19 апреля 1889,  Крейцбург — 5 сентября 1929, Рига) — российский и латвийский военный лётчик, пионер латвийской авиации, авиаконструктор. Участник Первой мировой и Гражданской войн, Георгиевский кавалер.

## Биография
Родился 7 (19) апреля 1889 в Крейцбурге, учился в городском училище, затем экстерном закончил Валкское реальное училище.
В 1912 году участвовал в соревнованиях по тяжёлой атлетике в Якобштадте и Риге, но после травмы оставил спорт.
Обучался в Гатчинском военном авиационном училище и 22 августа 1915 года получил удостоверение лётчика. Участвовал в 95 боевых вылетах в годы Первой мировой войны. Совершил 56 полётов на воздушном шаре (стратостате), из которых один раз пролетел над Даугавой в родной город. За отличие был дважды награждён Георгиевским крестом, в 1916 году произведён в прапорщики.
С 1918 года — в Красной армии, участвовал в Гражданской войне, в том числе воевал в Крыму.
В 1921 году вернулся в Латвию, возглавлял авиационные мастерские, за это время по его чертежам было построено несколько самолётов. Сконструировал аппарат по корректировке артиллерийского огня с воздуха, которым заинтересовалось правительство США, но переговоры сорвались после смерти Скаубитиса.

## Смерть
5 сентября 1929 года Карлис Скаубитис разбился во время испытательного полёта на аэродроме Спилве. При наборе высоты у его самолёта Albatros-64 отказал двигатель. Скаубитис повернул обратно в сторону аэродрома, но на высоте 50 метров аэроплан свалился в штопор. Вместе с пилотом погиб бортмеханик сержант Бонифаций Мазур.
Похоронен на кладбище Пупену (ныне Кукской волости Екабпилсского края) на семейном участке. В 1939 году на его могиле установлен памятник.

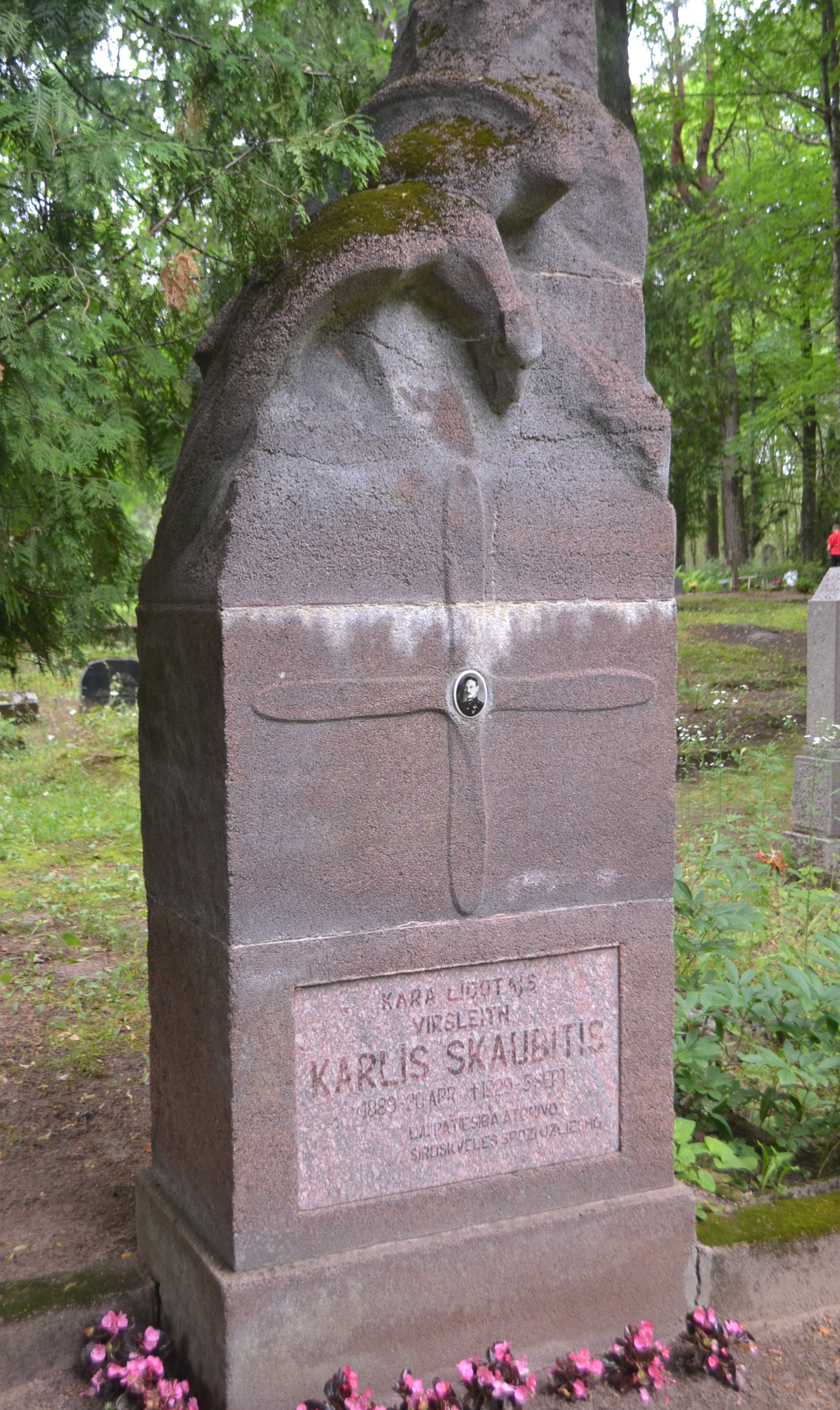
Надгробный памятник

## Память
Летом 1939 года в Крустпилсской авиационной школе был построен тренировочный планер Hütter H-17 «Skaubītis».
Одна из улиц Екабпилса в 1990 году названа именем Скаубитиса. В Екабпилсском историческом музее авиатору посвящена экспозиция.